# Jack Lornie
Jack Lornie (Aberdeen, 2 marzo 1939 – Inverness, 16 dicembre 2014) è stato un calciatore scozzese, di ruolo centrocampista.

## Carriera
Inizia la carriera giocando a livello dilettantistico con il Banks O'Dee, club di Aberdeen (la sua città natale), diventando professionista nel 1958 quando, all'età di 19 anni, va a giocare nella prima divisione inglese al Leicester City: nella prima parte della stagione non trova spazio, ma al suo esordio, il 7 febbraio 1959, segna una rete decisiva nel 2-2 sul campo del West Bromwich; torna in campo il successivo 21 febbraio, sul campo del Luton Town (che vince la partita con il punteggio di 4-3) segnando un'altra rete. Nel finale di stagione gioca poi ulteriori 3 partite senza segnare ulteriori reti. Nella stagione 1959-1960 rimane alle Foxes come riserva, giocando una sola partita (l'1-1 sul campo del Preston N.E. del 28 dicembre 1959); non trova molto più spazio anche nella stagione 1960-1961, in cui gioca 2 partite, segnandovi in compenso una rete (il 22 ottobre 1960, curiosamente ancora una volta in un 2-2) contro il West Bromwich, questa volta però sul campo del Leicester City).
Nell'estate del 1961 va a giocare in seconda divisione al Luton Town: trascorre due stagioni consecutive con gli Hatters, la seconda delle quali conclusasi con una retrocessione in terza divisione, totalizzando complessivamente 19 presenze e 6 reti in incontri di campionato. Scende poi in quarta divisione al Carlisle Utd, dove con 4 presenze contribuisce a conquistare una promozione in terza divisione; rimane tuttavia a giocare in quarta divisione, al Tranmere, club con il quale rimane per un biennio mettendo a segno in tutto 7 gol in 35 partite in questa categoria. Torna poi in Scozia a chiudere la carriera con il Ross County, con cui nella stagione 1966-1967 vince la Highland Football League.
In carriera ha totalizzato complessivamente 66 presenze e 16 reti nei campionati della Football League.

## Palmarès

### Club

#### Competizioni nazionali
- Highland Football League: 1

Ross County: 1966-1967